# 光背鰳
光背鰳為輻鰭魚綱鲱形目鲱科的其中一種，分布於印度太平洋區，包括印度、孟加拉、斯里蘭卡、緬甸、泰國、印尼、馬來西亞、新加坡等海域，體長可達19公分，棲息在沿海海域、河口區，以甲殼類、橈足類為食，可做為食用魚。

## 擴展閱讀
維基物種上的相關：光背鰳